# 香港客家語
香港客家語，或稱香港客家話，是香港新界原居民之一的客家人所使用的語言。因香港的客家人主要集中在新界，故又稱新界客家語。根據2012年的《中國語言地圖集》，香港客家語被歸類為粵台片梅惠小片。

## 分佈
客家語曾為香港第二大常用語言，僅次於粵語。目前，客家话分布在香港部分地区的客家村落內。

## 內部差異
香港的客家人之間主要是操粵台片梅惠小片的客語，除能與惠州和河源一帶的客家人溝通外，也可以與粵東和台灣的粵台片使用者溝通；而在元朗南部一些客家村落則以操平婆話為主，屬於福建省平和縣的汀州片客家語，與新界東北的客語基本上難以溝通。

## 使用人口
根據香港2011年人口普查報告，以客家語為母語的有62,340人，佔香港人口的0.9%。而通曉客家語的則有259,738人，為香港人口的4.7%。

## 近況
在新界631個原居民村落裡，儘管以客家人為主的村落有341個，佔54%，但是只有一部分中、老年人仍使用客家語。而香港2001年，2006年及2011年普查資料也顯示以客家語為母語的比例逐年下降，情況不容樂觀。

## 音系

### 聲母
|      |        | 唇音        | 齒齦音      | 齒齦音       | 硬顎音     | 軟顎音      | 聲門音     |
| 無噝 | 有噝   | 唇音        |             |              | 硬顎音     | 軟顎音      | 聲門音     |
| ---- | ------ | ----------- | ----------- | ------------ | ---------- | ----------- | ---------- |
| 鼻音 | 鼻音   | m 馬慢霧襪  |             |              | ȵ 熱二軟入 | ŋ 吳顏牛硬  |            |
| 塞音 | 送氣   | pʰ 皮破噴白 | tʰ 堤兔堂代 | tsʰ 且恥創值 |            | kʰ 狂奇群局 |            |
| 塞音 | 不送氣 | p 布玻冰半  | t 多得頂電  | ts 左沾詐質  |            | k 瓜狗堅割  | ʔ 亞矮安鴨 |
| 通音 | 清     | f 粉火海服  |             | s 蘇使商舌   |            |             | h 蝦殼喝糠 |
| 通音 | 濁     | v 衛橫彎挖  | l 爛努女力  |              | j 爺姻英㛯 |             |            |

### 韻母
| 介音   | 介音   | ∅    | ∅      | ∅        | ∅      | ∅        | i        | i      | i      | i      | i      |
| 主元音 | 主元音 | ∅    | a      | ɛ        | ɔ      | u        | ∅        | a      | ɛ      | ɔ      | u      |
| ------ | ------ | ---- | ------ | -------- | ------ | -------- | -------- | ------ | ------ | ------ | ------ |
| 韻 尾  | ∅      |      | 巴車野 | 細制計   | 課錯鋤 | 扶字誤   | 帝去遲   | 謝寫蜞 |        | 茄靴   |        |
| 韻 尾  | i      |      | 大曬鞋 | 祭米桂   | 來菜該 | 杯嘴貴   |          |        |        | 攰艾   |        |
| 韻 尾  | u      |      | 包嘈交 | 浮頭猴   |        |          | 秀丑舅   | 標曉超 |        |        |        |
| 韻 尾  | m      | 唔   | 藍斬鹹 | 腍參掩   |        |          | 林尋金   | 鐮陝嚴 |        |        |        |
| 韻 尾  | n      |      | 搬丹山 | 崩燈曾恩 | 斷轉寒 | 本倫孫泳 | 新正因榮 |        | 變言權 | 軟     | 君近熏 |
| 韻 尾  | ŋ      | 吳五 | 生耕影 |          | 幫廣江 | 鳳冬勇   |          | 病請驚 |        | 涼牆腔 | 共濃雄 |
| 韻 尾  | p      |      | 蠟插夾 | 脇澀汲   |        |          | 執笠急   | 接脅貼 |        |        |        |
| 韻 尾  | t      |      | 末八瞎 | 北得色   | 脫撮葛 | 不出骨   | 筆七極   |        | 別揭鐵 |        | 屈     |
| 韻 尾  | k      |      | 白客摘 |          | 作勺郭 | 福祝酷   |          | 壁鵲劇 |        | 略雀弱 | 蓄菊   |

### 聲調
|        | 名稱 | 調型 | 調值 | 例字         |
| ------ | ---- | ---- | ---- | ------------ |
| 開音節 | 陰平 | 低升 | 13   | 多資煎柱舅滿 |
| 開音節 | 陽平 | 低平 | 11   | 麻糖潛能     |
| 開音節 | 上聲 | 中降 | 31   | 保左影響     |
| 開音節 | 去聲 | 高降 | 53   | 霧地贊架     |
| 閉音節 | 陰入 | 中降 | 31   | 目出發日     |
| 閉音節 | 陽入 | 高降 | 53   | 食月乏力     |

陽平（11）和上聲（31）會使前字變調：
- 陰平（13）變調作 35；
- 去聲、陽入（53）變調作 55。

### 語音特點
- 古全濁塞音、塞擦音今讀送氣清音。
- 古精、莊、知、章組聲母河合流，今讀 ts tsʰ s。
- 古非組的白讀層還保留“古無輕唇音”的特點。
- 泥、來母今讀逢洪音不分。
- 有mb ŋg 兩個帶輕微同部位鼻音的濁塞音聲母（有發音人則是發純粹的 b g）。
- 曉、匣母的一些字（主要是合口字）讀f。
- 溪母口語字讀h。
- 韻母比較完整的保留 -m -n -ŋ -p -t -k，不過曾攝字則今讀 -n/-t尾。
- 沒有撮口呼韻母。
- 止攝開口三等的精組字和莊組字讀u，有少部分口語字讀i。
- 山攝三、四等韻混入曾攝開口一等。
- 古合口一、二等韻的見系字今多讀成開口。
- 部分濁聲母上聲字讀陰平調。
- 次濁聲母平聲字有部分字在讀陰平調。
- 入聲按古聲母的清濁分成陰入和陽入調。有一部分次濁聲母入聲字讀陰入調。
- 文白異讀有三類，分別是聲母、韻母和聲調的差別。

## 早期客語書籍
19世紀，西方教會派遣牧師前往廣東傳教。其中巴色會的牧師黎力基在寶安客家人戴文光的協助下於1860年出版了《客家話俗話馬太福音書》，這也是最早出版的一部羅馬字版本的香港客語聖經。1881年，畢安牧師出版了第一本漢字版本的客語聖經——《路加福音書》。除了聖經以外，洋人牧師也陸續出版了一些以羅馬字和漢字編寫的宗教性、教育性客語文獻，包括1868年出版的《聖會腔調》、1871年出版的《耶穌教會幼學》、1879年出版《啟蒙淺學》以及1880年出版的《家藏禱文》等等。其中《啟蒙淺學》兼有漢字和羅馬字兩個版本，是供客家子弟讀書識字的啟蒙教材，也是反映客家社會物種、風俗、習慣和觀念的一部百科全書，這本書使用的也是最為地道的新界客家方言口語。另外，傳教士也出版了以香港客語版本的字典、詞典或語法書。韓山明牧師編寫了第一本客英詞典，可惜直到他1854年去世時該詞典仍未出版，後來Donald MacIver 根據他的遺稿，在1905年出版了《客英大詞典》。巴色會也在1909年出版了《初學者簡明德客詞彙》和《簡明客家語法》，以讓德籍牧師能學習客語。

### 腳註
1. 1 2  . 香港特別行政區政府政府統計處 二零一一年人口普查辦事處. 2011  [2015-02-26]. （原始内容存档于2015-02-26） （中文）. （页面存档备份，存于）
2. ↑  張振興. . 北京: 商務印書馆. 2012: 116–124  [2014-12-31]. ISBN 7100070546. （原始内容存档于2015-01-01） （中文）.
3. 1 2 3  . 香港特別行政區政府政府統計處 二零一一年人口普查辦事處. 2011  [2015-02-26]. （原始内容存档于2015-09-23） （中文）. （页面存档备份，存于）
4. ↑  . 香港特別行政區政府政府統計處 二零一一年人口普查辦事處. 2011  [2015-02-26]. （原始内容存档于2015-02-26） （中文）. （页面存档备份，存于）
5. ↑  張雙慶 莊初升. . 香港: 商務印書馆. 2003: 14  [2015-02-26]. ISBN 9620716825. （原始内容存档于2015-02-26） （中文）. （页面存档备份，存于）
6. ↑  莊初升 黃婷婷. . 廣州: 廣東人民出版社. 2014  [2015-02-26]. ISBN 9787218087085. （原始内容存档于2015-02-26） （中文）. （页面存档备份，存于）

### 文獻
- 香港原居民：語言及語言保育
- 李榮 主編 《中國語言地圖集》，香港遠東出版社，1987
- 李如龍 張雙慶主編 《客贛方言調查報告》 廈門大學出版社 1992
- 張振興 主編 《中國語言地圖集》第二版，商務印書館，2012
- 張雙慶 莊初升 《香港新界方言》，商務印書館（香港），2003
- 莊初升 黃婷婷 《19世界香港新界的客家方言》 廣東人民出版社，2014
- 香港客家話發音字典
- 香港本土語言保肓協會 《香港本土居民的四種方言》